# Stanislav Chirokoradiouk
Stanislav Evguenievitch Chirokoradiouk (en russe: Станисла́в Евге́ньевич Широкорадю́к; en ukrainien Станіслав Євгенович Широкорадюк; en polonais: Stanisław Szyrokoradiuk), né le 23 juin 1956 à Kornatchovka dans l'oblast de Khmelnitski (République socialiste soviétique d'Ukraine, URSS) est un prélat catholique, évêque du diocèse d'Odessa-Simferopol depuis le 18 février 2020. Il est membre de l'ordre des Frères mineurs (franciscains).

## Biographie
En 1971-1973, Chirokoradiouk étudie à l'école technique des chemins de fer de Zdolbounov et travaille pendant l'année suivante comme cheminot, puis de 1974 à 1976, il effectue son service militaire dans l'armée soviétique. Il est ensuite ouvrier à Polonnoïé et à Riga où il se convertit et poursuit ses études au séminaire. Le 4 juin 1984, il est ordonné prêtre et en 1988 il prononce ses vœux perpétuels chez les franciscains.
Le 26 novembre 1994, le pape Jean-Paul II le nomme évêque auxiliaire du diocèse de Kiev-Jytomyr. Il est consacré le 6 janvier 1995 en la basilique Saint-Pierre de Rome par le pape lui-même assisté du cardinal Re et de Jorge María Mejía, secrétaire de la congrégation des évêques. Le 24 juillet 2012, il est nommé administrateur apostolique de Loutsk.
Le 12 avril 2014, le pape François nomme Stanislav Chirokoradiouk évêque de Kharkiv-Zaporijjia. Le 2 février 2019, il devient administrateur apostolique de ce diocèse et est nommé évêque coadjuteur d'Odessa-Simpféropol. Le 18 février 2020, il succède à Bronislaw Bernarcki comme évêque de ce diocèse,. Il prend possession de son siège le 25 février 2020 à la cathédrale catholique d'Odessa.